# Bolschegriwskoje
Bolschegriwskoje (russisch Большегри́вское) ist eine Siedlung städtischen Typs in der Oblast Omsk in Russland mit 3637 Einwohnern (Stand 14. Oktober 2010).

## Geographie
Der Ort liegt gut 150 km Luftlinie südöstlich des Oblastverwaltungszentrums Omsk im südlichen Teil des Westsibirischen Tieflands. Er ist gut 9 km vom linken Ufer des Hauptarms des Irtysch beziehungsweise knapp 7 km von dessen kleinem linken Nebenarm Tatarka sowie etwa 10 km von der Grenze zu Kasachstan entfernt.
Bolschegriwskoje gehört zum Rajon Nowowarschawski und befindet sich etwa 30 km südöstlich von dessen Verwaltungszentrum, der Siedlung städtischen Typs Nowowarschawka. Die Siedlung ist Sitz und einzige Ortschaft der Stadtgemeinde Bolschegriwskoje gorodskoje posselenije.

## Geschichte
Der Ort entstand im Zusammenhang mit dem Bau der „Mittelsibirischen Eisenbahnmagistrale“ Omsk – Karassuk – Srednesibirskaja (bei Barnaul) ab 1958 als Siedlung bei der 1960 in Betrieb genommenen Station Irtyschskoje (nach dem Fluss; der Ort hieß anfangs einfach „Ortschaft der Eisenbahnstation Irtyschskoje“, russisch Nasseljonny punkt schelesnodoroschnoi stanzii Irtyschskoje). 1977 erhielt der Ort seinen heutigen Namen, und 1984 wurde der Status einer Siedlung städtischen Typs verliehen.

### Bevölkerungsentwicklung
| Jahr | Einwohner |
| ---- | --------- |
| 1989 | 4282      |
| 2002 | 3809      |
| 2010 | 3637      |

Anmerkung: Volkszählungsdaten

## Verkehr
In Bolschegriwskoje befindet sich die Bahnstation Irtyschskoje bei Kilometer 165 der „Mittelsibirischen Eisenbahn“ von Karbyschewo-I (bei Omsk) weiter über Karassuk nach Srednesibirskaja bei Barnaul. Seit der Elektrifizierung der Strecke Ende der 1970er-Jahre ist Irtyschskoje Systemwechselbahnhof zwischen 3 kV Gleichstrom Richtung Omsk und 25 kV/50 Hz Wechselstrom Richtung Srednesibirskaja. Eine von Irtyschskoje in westlicher Richtung abzweigende, 1965 in Betrieb genommene Strecke nach Kökschetau wurde in den 1990er-Jahren auf kasachischer Seite zwischen Kischkeneköl (bis 1997 Qysyltu, russifiziert Ksyl-Tu) und der Staatsgrenze stillgelegt, der auf der russischen Seite verbliebene Abschnitt bis Russkaja Poljana schließlich 2005.
Straßenverbindung in das Rajonverwaltungszentrum besteht über die einige Kilometer nördlich vorbei führende Regionalstraße 52N-292 Nowowarschawka – Jermak; von Nowowarschawka besteht per Autofähre Anschluss zur rechts des Irtysch verlaufenden föderalen Fernstraße A320 (zugleich Europastraße 127) von Omsk zur kasachischen Grenze.